# Parma Associazione Calcio 1993-1994
Questa voce raccoglie le informazioni riguardanti il Parma Associazione Calcio nelle competizioni ufficiali della stagione 1993-1994.

## Divise e sponsor[1]
| Casa | Trasferta |

## Rosa

Luca Bucci, alla sua terza esperienza a Parma, ottiene finalmente le chiavi della porta ducale.

| N. |                   | Ruolo | Calciatore            |
| -- | ----------------- | ----- | --------------------- |
|    | Italia (bandiera) | P     | Marco Ballotta        |
|    | Italia (bandiera) | P     | Luca Bucci            |
|    | Italia (bandiera) | P     | Rocco Bacchini        |
|    | Italia (bandiera) | P     | Luca Chittolini       |
|    | Italia (bandiera) | P     | Marco Ferrari         |
|    | Italia (bandiera) | P     | Massimiliano Melegari |
|    | Italia (bandiera) | D     | Luigi Apolloni        |
|    | Italia (bandiera) | D     | David Balleri         |
|    | Italia (bandiera) | D     | Antonio Benarrivo     |
|    | Italia (bandiera) | D     | Alberto Di Chiara     |
|    | Italia (bandiera) | D     | Gianluca Falsini      |
|    | Belgio (bandiera) | D     | Georges Grün          |
|    | Italia (bandiera) | D     | Roberto Maltagliati   |
|    | Italia (bandiera) | D     | Salvatore Matrecano   |

| N. |                      | Ruolo | Calciatore                 |
| -- | -------------------- | ----- | -------------------------- |
|    | Italia (bandiera)    | D     | Lorenzo Minotti (capitano) |
|    | Argentina (bandiera) | D     | Néstor Sensini             |
|    | Svezia (bandiera)    | C     | Tomas Brolin               |
|    | Italia (bandiera)    | C     | Massimo Crippa             |
|    | Italia (bandiera)    | C     | Gabriele Pin               |
|    | Italia (bandiera)    | C     | Fausto Pizzi               |
|    | Italia (bandiera)    | C     | Daniele Zoratto            |
|    | Colombia (bandiera)  | A     | Faustino Asprilla          |
|    | Italia (bandiera)    | A     | Roberto Colacone           |
|    | Italia (bandiera)    | A     | Gianluca Hervatin          |
|    | Italia (bandiera)    | A     | Graziano Mannari           |
|    | Italia (bandiera)    | A     | Alessandro Melli           |
|    | Italia (bandiera)    | A     | Giovanni Sorce             |
|    | Italia (bandiera)    | A     | Gianfranco Zola            |

## Risultati

### Serie A

#### Girone di andata
| Arbitro: | Amendolia (Messina) |

|  |           |           |
|  | Marcatori | 17’ Melli |

| Arbitro: | Rodomonti (Teramo) |

|                 |           |  |
| Zola 29’ (rig.) | Marcatori |  |

| Arbitro: | Pairetto (Nichelino) |

|                              |           |          |
| Fuser 28’ Cravero 48’ (rig.) | Marcatori | 40’ Zola |

| Arbitro: | Braschi (Prato) |

|                    |           |              |
| Zola 1’ Crippa 87’ | Marcatori | 19’ Petrescu |

| Arbitro: | Beschin (Legnago) |

|                        |           |  |
| Asprilla 58’, 67’, 91’ | Marcatori |  |

| Arbitro: | Trentalange (Torino) |

|             |           |                      |
| Lombardo 3’ | Marcatori | 29’ (aut.) Sacchetti |

| Arbitro: | Racalbuto (Gallarate) |

|                            |           |  |
| Zola 18’, 86’ Asprilla 70’ | Marcatori |  |

| Cremona 17 ottobre 1993 8ª giornata | Cremonese       | 0 – 0 referto | Parma | Stadio Giovanni Zini\| Arbitro: \| Nicchi (Arezzo) \| |
| Arbitro:                            | Nicchi (Arezzo) |               |       |                                                       |

| Arbitro: | Cinciripini (Ascoli Piceno) |

|           |           |  |
| Melli 14’ | Marcatori |  |

| Arbitro: | Collina (Viareggio) |

|                    |           |                      |
| Sosa 16’, 37’, 65’ | Marcatori | 10’ Grün 77’ Minotti |

| Arbitro: | Bazzoli (Merano) |

|                     |           |  |
| Zola 83’ Brolin 87’ | Marcatori |  |

| Arbitro: | Luci (Firenze) |

|  |           |                     |
|  | Marcatori | 63’ Zola 84’ Brolin |

| Parma 28 novembre 1993 13ª giornata | Parma               | 0 – 0 referto | Milan | Stadio Ennio Tardini\| Arbitro: \| Ceccarini (Livorno) \| |
| Arbitro:                            | Ceccarini (Livorno) |               |       |                                                           |

| Arbitro: | Baldas (Trieste) |

|                       |           |  |
| Comi 18’ Cappioli 74’ | Marcatori |  |

| Arbitro: | Beschin (Legnago) |

|  |           |                                      |
|  | Marcatori | 40’ Asprilla 65’, 72’ Melli 83’ Zola |

| Arbitro: | Pairetto (Nichelino) |

|                   |           |                                  |
| Brolin 33’ (rig.) | Marcatori | 3’ Gambaro 60’ Fonseca 82’ Thern |

| Arbitro: | Boggi (Salerno) |

|              |           |             |
| Ferrante 21’ | Marcatori | 39’ Balleri |

#### Girone di ritorno
| Arbitro: | Stafoggia (Pesaro) |

|  |           |              |
|  | Marcatori | 33’ Bertotto |

| Arbitro: | Arena (Ercolano) |

|          |           |             |
| Ayew 32’ | Marcatori | 51’ Minotti |

| Arbitro: | Amendolia (Messina) |

|                           |           |  |
| Di Chiara 3’ Asprilla 89’ | Marcatori |  |

| Arbitro: | Luci (Firenze) |

|  |           |                                              |
|  | Marcatori | 43’, 90’ Zola 45’ Brolin 85’ (rig.) Asprilla |

| Arbitro: | Stafoggia (Pesaro) |

|                 |           |                       |
| Francescoli 54’ | Marcatori | 27’ Apolloni 53’ Zola |

| Arbitro: | Collina (Viareggio) |

|                      |           |             |
| Minotti 73’ Zola 90’ | Marcatori | 28’ Jugović |

| Arbitro: | Cinciripini (Ascoli Piceno) |

|                                   |           |                       |
| Cappellini 35’ Kolyvanov 68’, 88’ | Marcatori | 11’ Zola 18’ Asprilla |

| Arbitro: | Ceccarini (Livorno) |

|                           |           |             |
| Melli 57’ Zola 85’ (rig.) | Marcatori | 62’ Maspero |

| Arbitro: | Pairetto (Nichelino) |

|                                  |           |  |
| Esposito 49’ Padovano 68’ (rig.) | Marcatori |  |

| Arbitro: | Bettin (Padova) |

|                                       |           |          |
| Zola 45’, 58’ Asprilla 63’ Brolin 90’ | Marcatori | 69’ Sosa |

| Arbitro: | Stafoggia (Pesaro) |

|                                       |           |  |
| Del Piero 20’, 57’, 87’ Ravanelli 77’ | Marcatori |  |

| Arbitro: | Braschi (Prato) |

|                          |           |                     |
| Minotti 13’ Apolloni 48’ | Marcatori | 11’ (aut.) Apolloni |

| Arbitro: | Boggi (Salerno) |

|             |           |                 |
| Massaro 73’ | Marcatori | 84’ (rig.) Zola |

| Arbitro: | Baldas (Trieste) |

|  |           |                     |
|  | Marcatori | 18’ Balbo 89’ Festa |

| Arbitro: | Quartuccio (Torre Annunziata) |

|                                  |           |             |
| Asprilla 30’ Zola 45’ Crippa 78’ | Marcatori | 89’ Criniti |

| Arbitro: | Cinciripini (Ascoli Piceno) |

|                      |           |  |
| Buso 20’ Ferrara 45’ | Marcatori |  |

| Parma 29 aprile 1994 34ª giornata | Parma            | 0 – 0 referto | Piacenza | Stadio Ennio Tardini\| Arbitro: \| Baldas (Trieste) \| |
| Arbitro:                          | Baldas (Trieste) |               |          |                                                        |

### Coppa Italia

#### Turni preliminari
| Arbitro: | Borriello (Mantova) |

|                    |           |  |
| Melli 61’ Zola 90’ | Marcatori |  |

| Arbitro: | Beschin (Legnago) |

|  |           |                         |
|  | Marcatori | 10’ Brolin 16’ Asprilla |

#### Fase finale
| Arbitro: | Trantalange (Torino) |

|           |           |            |
| Sabău 15’ | Marcatori | 56’ Crippa |

| Arbitro: | Ceccarini (Livorno) |

|                          |           |                             |
| Lerda 87’ Ambrosetti 90’ | Marcatori | 27’, 52’ Melli 90’ Asprilla |

| Arbitro: | Luci (Firenze) |

|  |           |                                  |
|  | Marcatori | 12’ Brolin 52’ Zola 72’ Asprilla |

| Arbitro: | Pellegrino (Barcellona Pozzo di Gotto) |

|                                                                       |           |             |
| Brolin 15’, 75’ Zola 41’ Sorce 77’ (rig.) Di Chiara 82’ Matrecano 90’ | Marcatori | 56’ Stroppa |

| Arbitro: | Bazzoli (Merano) |

|                        |           |              |
| Lombardo 55’ Platt 56’ | Marcatori | 31’ Asprilla |

| Arbitro: | Beschin (Legnago) |

|  |           |            |
|  | Marcatori | 22’ Gullit |

### Coppa delle Coppe
| Arbitro: | Wójcik |

|            |           |                   |
| Berger 72’ | Marcatori | 87’, 88’ Asprilla |

| Arbitro: | Sarvan |

|                        |           |  |
| Balleri 20’ Brolin 20’ | Marcatori |  |

| Arbitro: | Constantin |

|  |           |            |
|  | Marcatori | 90’ Brolin |

| Arbitro: | Cakar |

|                       |                      |                          |
|                       | Marcatori            | 51’ Mizrahi              |
| Crippa Minotti Brolin | Tiri di rigore 3 – 1 | Mizrahi Glam Harazi Atar |

| Amsterdam 3 marzo 1994 Quarti di finale - Andata | Ajax | 0 – 0 referto | Parma | Stadio Olimpico (42 000 spett.)\| Arbitro: \| Don \| |
| Arbitro:                                         | Don  |               |       |                                                      |

| Arbitro: | van den Wijngaert |

|                        |           |  |
| Minotti 16’ Brolin 49’ | Marcatori |  |

| Arbitro: | Heynemann |

|                         |           |          |
| Isaías 8’ Rui Costa 60’ | Marcatori | 14’ Zola |

| Arbitro: | van der Ende |

|             |           |  |
| Sensini 20’ | Marcatori |  |

| Arbitro: | Václav Krondl |

|           |           |  |
| Smith 20’ | Marcatori |  |

### Supercoppa UEFA
| Arbitro: | Díaz Vega |

|  |           |           |
|  | Marcatori | 43’ Papin |

| Arbitro: | Röthlisberger |

|  |           |                        |
|  | Marcatori | 67’ Sensini 95’ Crippa |

## Statistiche

### Statistiche di squadra
| Competizione      | Punti | In casa | In casa | In casa | In casa | In casa | In casa | In trasferta | In trasferta | In trasferta | In trasferta | In trasferta | In trasferta | Totale | Totale | Totale | Totale | Totale | Totale | DR  |
| Competizione      | Punti | G       | V       | N       | P       | Gf      | Gs      | G            | V            | N            | P            | Gf           | Gs           | G      | V      | N      | P      | Gf     | Gs     | DR  |
| ----------------- | ----- | ------- | ------- | ------- | ------- | ------- | ------- | ------------ | ------------ | ------------ | ------------ | ------------ | ------------ | ------ | ------ | ------ | ------ | ------ | ------ | --- |
| Serie A           | 41    | 17      | 12      | 2       | 3       | 28      | 12      | 17           | 5            | 5            | 7            | 22           | 23           | 34     | 17     | 7      | 10     | 50     | 35     | +15 |
| Coppa Italia      | -     | 4       | 2       | 1       | 1       | 9       | 3       | 4            | 3            | 0            | 1            | 9            | 4            | 8      | 5      | 1      | 2      | 18     | 7      | +11 |
| Coppa delle Coppe | -     | 4       | 3       | 0       | 1       | 5       | 1       | 5            | 2            | 1            | 2            | 4            | 4            | 9      | 5      | 1      | 3      | 9      | 5      | +4  |
| Supercoppa UEFA   | -     | 1       | 0       | 0       | 1       | 0       | 1       | 1            | 1            | 0            | 0            | 2            | 0            | 2      | 1      | 0      | 1      | 2      | 1      | +1  |
| Totale            | -     | 26      | 17      | 3       | 6       | 42      | 17      | 27           | 11           | 6            | 10           | 37           | 31           | 53     | 28     | 9      | 16     | 79     | 48     | +31 |

### Statistiche giocatori
| Giocatore      | Serie A  | Serie A | Serie A     | Serie A    | Coppa Italia | Coppa Italia | Coppa Italia | Coppa Italia | Coppa delle Coppe | Coppa delle Coppe | Coppa delle Coppe | Coppa delle Coppe | Supercoppa UEFA | Supercoppa UEFA | Supercoppa UEFA | Supercoppa UEFA | Totale   | Totale | Totale      | Totale     |
| Giocatore      | Presenze | Reti    | Ammonizioni | Espulsioni | Presenze     | Reti         | Ammonizioni  | Espulsioni   | Presenze          | Reti              | Ammonizioni       | Espulsioni        | Presenze        | Reti            | Ammonizioni     | Espulsioni      | Presenze | Reti   | Ammonizioni | Espulsioni |
| -------------- | -------- | ------- | ----------- | ---------- | ------------ | ------------ | ------------ | ------------ | ----------------- | ----------------- | ----------------- | ----------------- | --------------- | --------------- | --------------- | --------------- | -------- | ------ | ----------- | ---------- |
| L. Apolloni    | 30       | 2       | ?           | ?          | 5            | 0            | ?            | ?            | 8                 | 0                 | ?                 | ?                 | 1               | 0               | ?               | ?               | 44       | 2      | ?           | ?          |
| F. Asprlla     | 27       | 10      | ?           | ?          | 7            | 4            | ?            | ?            | 8                 | 2                 | ?                 | ?                 | 2               | 0               | ?               | ?               | 44       | 16     | ?           | ?          |
| D. Balleri     | 20       | 1       | ?           | ?          | 8            | 0            | ?            | ?            | 7                 | 1                 | ?                 | ?                 | 1               | 0               | ?               | ?               | 36       | 2      | ?           | ?          |
| M. Ballotta    | 3        | -3      | ?           | ?          | 8            | -7           | ?            | ?            | 0                 | 0                 | ?                 | ?                 | 2               | -1              | ?               | ?               | 13       | -11    | ?           | ?          |
| A. Benarrivo   | 28       | 0       | ?           | ?          | 6            | 0            | ?            | ?            | 7                 | 0                 | ?                 | ?                 | 2               | 0               | ?               | ?               | 43       | 0      | ?           | ?          |
| T. Brolin      | 29       | 5       | ?           | ?          | 7            | 4            | ?            | ?            | 9                 | 3                 | ?                 | ?                 | 2               | 0               | ?               | ?               | 47       | 12     | ?           | ?          |
| L. Bucci       | 32       | -32     | ?           | ?          | 0            | 0            | ?            | ?            | 9                 | -5                | ?                 | ?                 | 0               | 0               | ?               | ?               | 41       | -37    | ?           | ?          |
| R. Colacone    | 1        | 0       | ?           | ?          | 0            | 0            | ?            | ?            | 1                 | 0                 | ?                 | ?                 | 0               | 0               | ?               | ?               | 2        | 0      | ?           | ?          |
| M. Crippa      | 31       | 2       | ?           | ?          | 6            | 1            | ?            | ?            | 9                 | 0                 | ?                 | ?                 | 2               | 1               | ?               | ?               | 48       | 4      | ?           | ?          |
| A. Di Chiara   | 29       | 1       | ?           | ?          | 4            | 1            | ?            | ?            | 6                 | 0                 | ?                 | ?                 | 2               | 0               | ?               | ?               | 41       | 2      | ?           | ?          |
| G. Falsini     | 1        | 0       | ?           | ?          | 0            | 0            | ?            | ?            | 0                 | 0                 | ?                 | ?                 | 0               | 0               | ?               | ?               | 1        | 0      | ?           | ?          |
| G. Grün        | 16       | 1       | ?           | ?          | 1            | 0            | ?            | ?            | 4                 | 0                 | ?                 | ?                 | 0               | 0               | ?               | ?               | 21       | 1      | ?           | ?          |
| R. Maltagliati | 10       | 0       | ?           | ?          | 4            | 0            | ?            | ?            | 2                 | 0                 | ?                 | ?                 | 0               | 0               | ?               | ?               | 16       | 0      | ?           | ?          |
| S. Matrecano   | 16       | 0       | ?           | ?          | 6            | 1            | ?            | ?            | 3                 | 0                 | ?                 | ?                 | 1               | 0               | ?               | ?               | 26       | 1      | ?           | ?          |
| A. Melli       | 22       | 5       | ?           | ?          | 6            | 3            | ?            | ?            | 4                 | 0                 | ?                 | ?                 | 0               | 0               | ?               | ?               | 32       | 8      | ?           | ?          |
| L. Minotti     | 33       | 4       | ?           | ?          | 7            | 0            | ?            | ?            | 7                 | 1                 | ?                 | ?                 | 2               | 0               | ?               | ?               | 49       | 5      | ?           | ?          |
| G. Pin         | 22       | 0       | ?           | ?          | 8            | 0            | ?            | ?            | 7                 | 0                 | ?                 | ?                 | 2               | 0               | ?               | ?               | 39       | 0      | ?           | ?          |
| F. Pizzi       | 3        | 0       | ?           | ?          | 1            | 0            | ?            | ?            | 0                 | 0                 | ?                 | ?                 | 0               | 0               | ?               | ?               | 4        | 0      | ?           | ?          |
| N. Sensini     | 20       | 0       | ?           | ?          | 6            | 0            | ?            | ?            | 5                 | 1                 | ?                 | ?                 | 2               | 1               | ?               | ?               | 33       | 2      | ?           | ?          |
| G. Sorce       | 1        | 0       | ?           | ?          | 1            | 1            | ?            | ?            | 0                 | 0                 | ?                 | ?                 | 0               | 0               | ?               | ?               | 2        | 1      | ?           | ?          |
| G. Zola        | 33       | 18      | ?           | ?          | 7            | 3            | ?            | ?            | 9                 | 1                 | ?                 | ?                 | 2               | 0               | ?               | ?               | 51       | 22     | ?           | ?          |
| D. Zoratto     | 21       | 0       | ?           | ?          | 3            | 0            | ?            | ?            | 7                 | 0                 | ?                 | ?                 | 1               | 0               | ?               | ?               | 32       | 0      | ?           | ?          |